# Centre hospitalier public du Cotentin
Le Centre hospitalier public du Cotentin (CHPC) est un groupe hospitalier français, situé dans les communes de Cherbourg-en-Cotentin et de Valognes. Il est issu de la réunion des deux établissements de ces communes le 1er avril 2006, sous la direction de l'hôpital Louis-Pasteur de Cherbourg-Octeville. Il est le plus important du département de la Manche et deuxième établissement hospitalier bas-normand après le CHU de Caen.

## Histoire

### L'Hôtel-Dieu

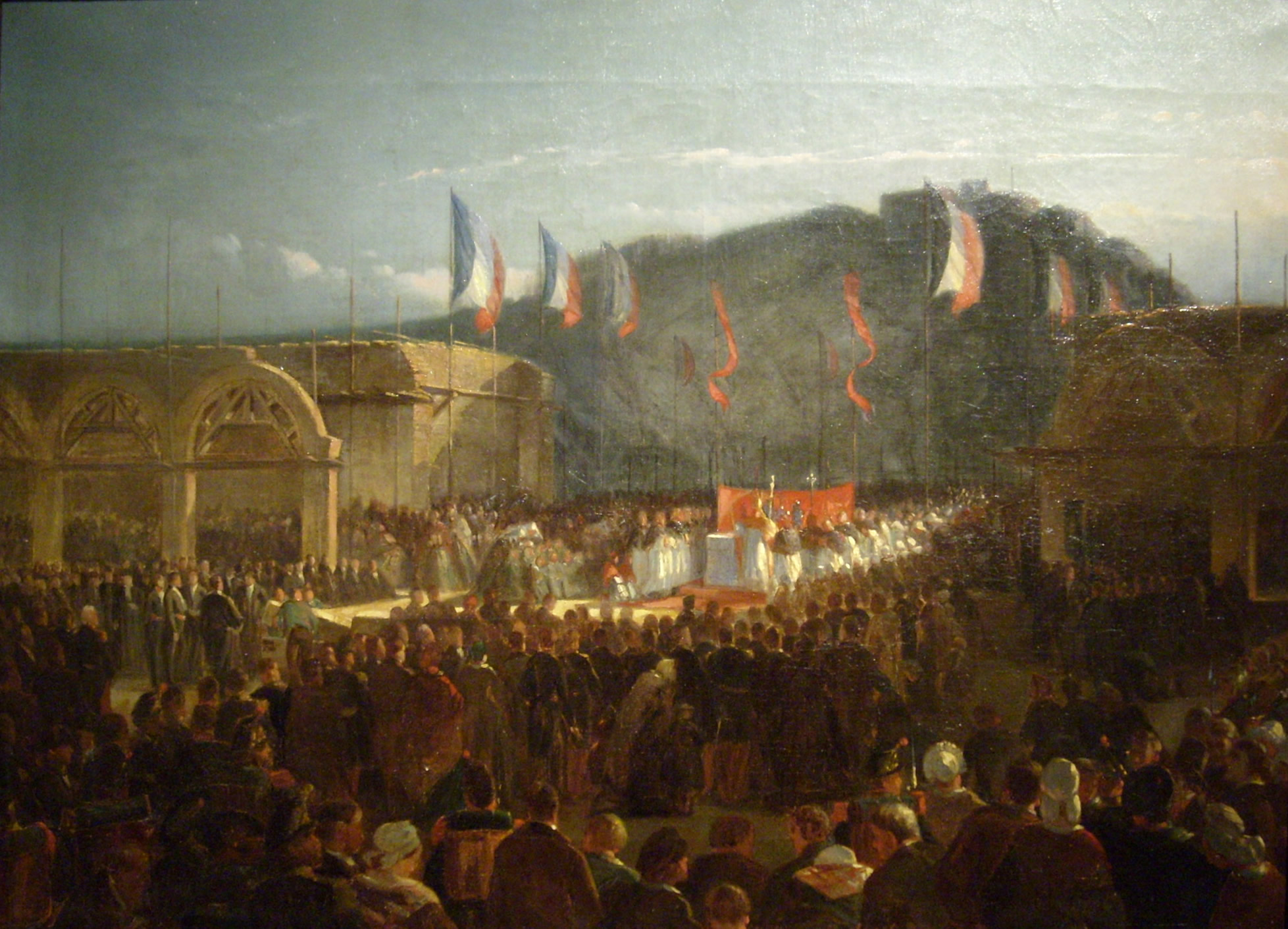
Pose de la première pierre de l'Hôtel-Dieu à Cherbourg, Armand-Auguste Fréret.

Le premier hospice est bâti près du ruisseau de la Bucaille vers 436 par Saint Éreptiole, premier évêque de Coutances. Il vit de dons privés jusqu'à ce que Guillaume le Bâtard, ayant épousé sa cousine, Mathilde, en 1049, obtienne la révocation de l'excommunication des époux lancé par le pape Léon IX, en fondant cent places de pauvres dans quatre hôpitaux, à Cherbourg, Bayeux, Caen et Rouen. Le curé de l'église de la Trinité reçoit alors la charge de prieur de l'hospice, qui devient peu après à la déchéance du comte Gerberot, également commandant des bourgeois de la garde du château et seigneur du fief du Lardier, c'est-à-dire l'essentiel du territoire de Cherbourg.
Pillé, puis brûlé au cours des différentes attaques anglaises de la fin du XIIIe siècle, il est peu à peu abandonné au profit d'un nouvel établissement proche de l'église. Une dépendance est édifiée rue Hervieu en 1767. Pillé à la Révolution française, il ne rouvre qu'en 1804. Puis, à l'étroit, la ville achète au milieu du XIXe siècle un terrain nommé Tivoli, au haut de la rue de la Duché, face au cimetière, pour y transférer les 17 aliénés.

### Hôpital Louis-Pasteur

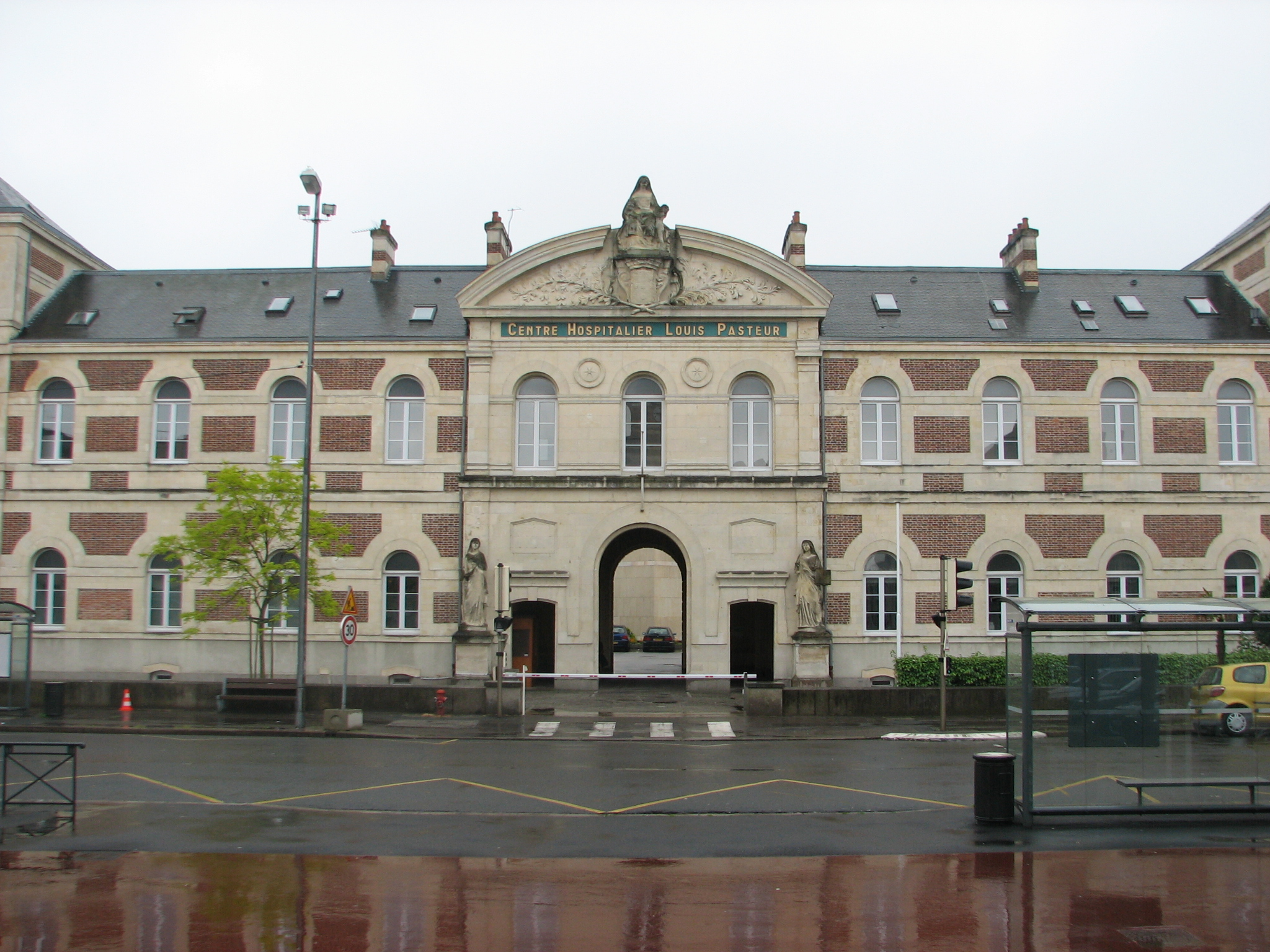
Façade de l'hôpital Louis Pasteur à Cherbourg-Octeville

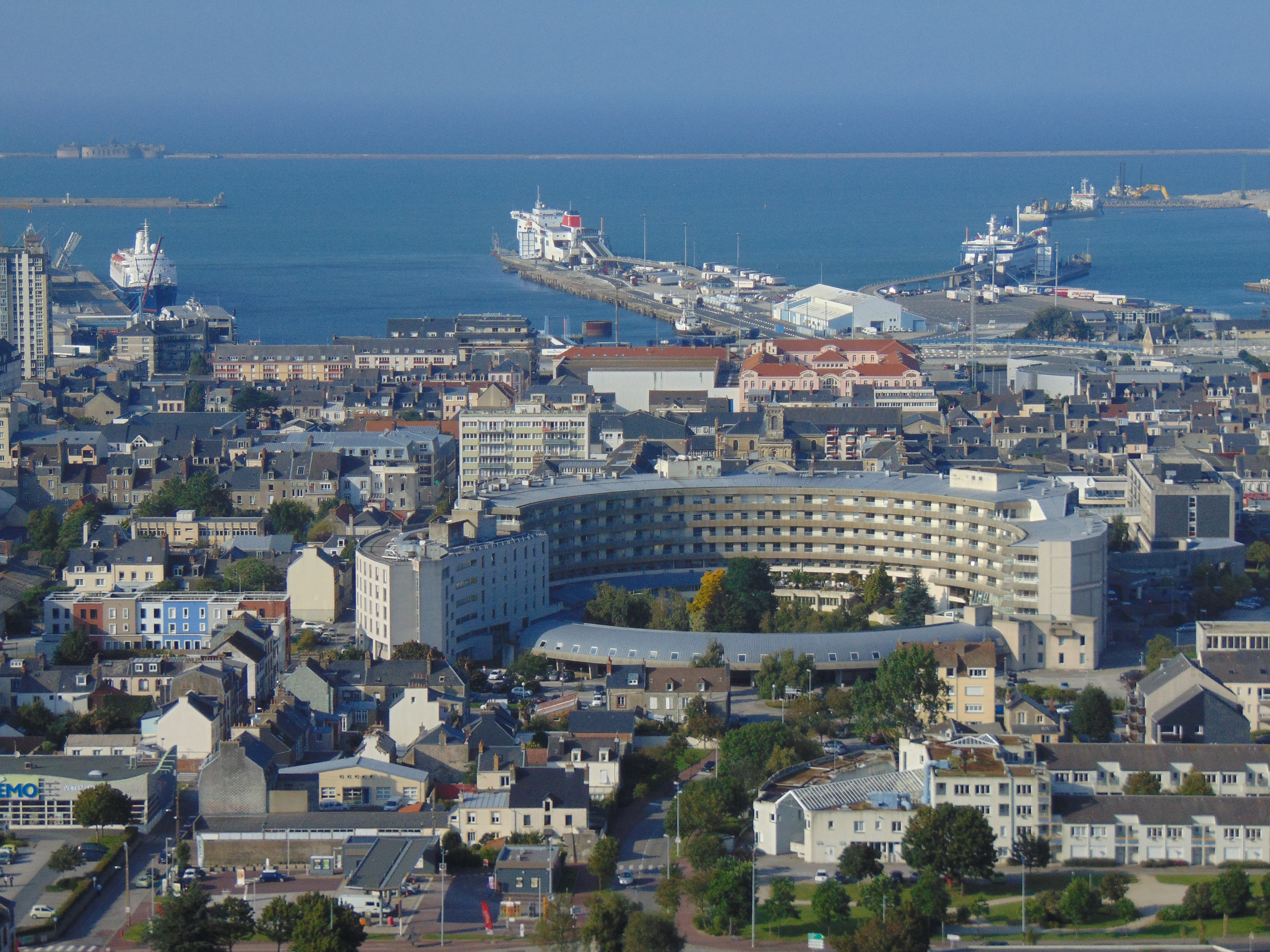
L'hôpital Louis Pasteur vu depuis la Montagne du Roule

Par le décret du 6 juin 1811, Napoléon Ier autorise la construction d'un établissement de 300 lits à Cherbourg, financé par la vente de l'ancien bâtiment, et une allocation de 20 000 francs pendant neuf ans, à partir de 1815. Mais la chute de l'Empire bloque le versement de ses sommes, et l'hôpital n'est ouvert qu'en 1860.
L'hôpital des armées René le Bas cesse de fonctionner le 26 juin 2002, l'hôpital Louis Pasteur reçoit une grosse partie des activités médicales de l'hôpital des armées. Depuis cette date, des travaux d'agrandissement et de rénovation de l'hôpital Louis Pasteur n'ont pas cessé.

### Hôpital de Valognes
En 1803, l’hôpital général s'installe dans les bâtiments de l’abbaye royale Notre-Dame de Valognes, congrégation de moniales bénédictines. En 1849, l'État passe commande au peintre Hector Hanoteau d'une copie d'un tableau de Véronèse : Le Christ portant sa Croix  qui est livré pour la chapelle de l'hospice. Depuis la fusion en 2006, l'hôpital de Valognes assure les services de médecine et d'urgences ; les services de chirurgie sont transférés à l'hôpital Louis-Pasteur à Cherbourg-Octeville.
En 2018, l'hôpital de Valognes a été baptisé hôpital Simone-Veil.

### Centre hospitalier public du Cotentin
La fusion des hôpitaux de Louis-Pasteur et Valognes intervient le 1er avril 2006 pour des raisons politiques et économiques.

## Politique de l'établissement et répartition des activités
Le centre hospitalier public du Cotentin assure en plus des soins, une mission de formation que celle-ci soit médicale (accueil et formation des internes) et paramédicale. Le centre hospitalier public du Cotentin possède une école d'infirmières et d'aide-soignantes, cette école se trouve à l'hôpital Louis-Pasteur de Cherbourg ; c'est l'une des plus grandes écoles d'infirmières et d'aide-soignantes de la région Basse-Normandie.

Il existe actuellement quatre grands sites :
- l’hôpital Pasteur, rue du Val de Saire, à Cherbourg-Octeville, regroupe des services de court séjour. Il comprend :
  - un service d’accueil et de traitement des urgences 7 jours su 7 et 24 h sur 24, doté d’un SMUR et d’une antenne médico-psychologique,
  - des services assurant de nombreuses spécialités médicales, chirurgicales et obstétriques disposant de consultations externes, d’explorations fonctionnelles, de blocs opératoires et de lits d’hospitalisation,
  - un service d’imagerie médicale, avec scanner et IRM, un accélérateur de particules,
  - un service technique regroupant des laboratoires de biologie et d’anatomopathologie, une antenne de l’Établissement Français du Sang,
  - un service de médecine physique et de réadaptation,
  - des services logistiques.
- l’hôpital Simone-Veil, avenue du 8-Mai-1945, à Valognes, regroupe des services de court séjour. Il comprend :
  - un service de médecine polyvalente,
  - un service de soins de suite et de réadaptation,
  - un service de consultations externes de spécialités : orthopédie, ORL, un centre de périnatalité, centre de vaccination fièvre jaune, dentaire …
  - un service médico-technique regroupant un service d’imagerie et une pharmacie,
  - un service de rééducation et réadaptation fonctionnelle,
  - une unité de soins hospitaliers régulée du lundi au vendredi de 8h30 à 18h30. Doté d'une antenne SMUR
  - des services logistiques,
- la résidence médicalisée pour personnes âgées du Gros Hêtre, implantée dans le quartier d'Octeville-Bourg à Cherbourg-Octeville.
- la résidence pour personnes âgées du Pays Valognais à Valognes.

En plus de l'école d'infirmières et d'aides soignantes, le centre hospitalier public du Cotentin dispose de nombreuses laboratoires de recherches cliniques et d'une blanchisserie interhospilalière.

## Chiffres clés
Le centre hospitalier public du Cotentin emploie 2 167 personnes, médicaux ou non, et dispose de 1 087 lits :
- À l'hôpital Louis-Pasteur de Cherbourg-en-Cotentin : 1 411 employés et dispose de 711 lits.
- À l'hôpital Simone-Veil de Valognes : 756 employés et dispose de 376 lits.